# Loma Lookboonmee
Konklak Suphisara, mais conhecida como Loma Lookboonmee (Buriram, 18 de janeiro de 1996) é uma lutadora tailandesa de artes marciais mistas, luta na categoria peso-palha feminino do Ultimate Fighting Championship.

## Carreira no MMA

### Ultimate Fighting Championship
Em setembro de 2019, foi anunciado que Lookboonmee havia sido contratada pelo UFC. Ela fez sua estreia contra Aleksandra Albu no UFC Fight Night: Maia vs. Askren. Ela venceu por decisão dividida.
Lookboonmee enfrentou Angela Hill em 22 de fevereiro de 2020 no UFC Fight Night: Felder vs. Hooker. Ela perdeu a luta por decisão unânime.

## Cartel no MMA
| Cartel no MMA   |            |            |
| 9 lutas         | 6 vitórias | 3 derrotas |
| Por nocaute     | 1          | 0          |
| Por finalização | 0          | 1          |
| Por decisão     | 5          | 2          |

| Res.    | Cartel | Oponente         | Método                       | Evento                                            | Data       | Round | Tempo | Local                 | Notas                            |
| ------- | ------ | ---------------- | ---------------------------- | ------------------------------------------------- | ---------- | ----- | ----- | --------------------- | -------------------------------- |
| Derrota | 6-3    | Lupita Godínez   | Decisão (unânime)            | UFC Fight Night: Vieira vs. Tate                  | 20/11/2021 | 3     | 5:00  | Las Vegas, Nevada     |                                  |
| Vitória | 6-2    | Sam Hughes       | Decisão (unânime)            | UFC on ESPN: Reyes vs. Procházka                  | 01/05/2021 | 3     | 5:00  | Las Vegas, Nevada     |                                  |
| Vitória | 5-2    | Jinh Yu Frey     | Decisão (unânime)            | UFC on ESPN: Holm vs. Aldana                      | 03/10/2020 | 3     | 5:00  | Abu Dhabi             |                                  |
| Derrota | 4–2    | Angela Hill      | Decisão (unânime)            | UFC Fight Night: Felder vs. Hooker                | 22/02/2020 | 3     | 5:00  | Auckland              |                                  |
| Vitória | 4–1    | Aleksandra Albu  | Decisão (dividida)           | UFC Fight Night: Maia vs. Askren                  | 26/10/2019 | 3     | 5:00  | Kallang               | Estreia no Peso Palha.           |
| Vitória | 3–1    | Monique Adriane  | Decisão (unânime)            | Invicta FC 35: Bennett vs. Rodriguez II           | 07/06/2019 | 3     | 5:00  | Kansas City, Kansas   | Luta da Noite.                   |
| Derrota | 2–1    | Suwanan Boonsorn | Finalização (chave de braço) | Full Metal Dojo 16: Big Trouble in Little Bangkok | 03/11/2018 | 1     | 2:06  | Bangkok               | Pelo Cinturão Peso Átomo do FMD. |
| Vitória | 2–0    | Hana Date        | Nocaute técnico (socos)      | Pancrase 298                                      | 05/08/2018 | 2     | 4:32  | Tokyo                 |                                  |
| Vitória | 1–0    | Mellissa Wang    | Decisão (unânime)            | Invicta FC 27: Kaufman vs. Kianzad                | 13/01/2018 | 3     | 5:00  | Kansas City, Missouri | Estreia no Peso Átomo.           |